# Orthosia mundincerta
Orthosia x mundincerta är ett nattfly som är en hybrid. Den beskrevs av Clemens Hörhammer 1942 ingår familjen nattflyn.